# Los Angeles Rams
Los Angeles Rams su profesionalna momčad američkog nogometa iz Los Angelesa u Kaliforniji. Osnovani su 1936. u Clevelandu odakle su se 1946. preselili u Los Angeles. Prije početka sezone 1995. sele se još jednom, ovaj put u St. Louis, a 2016. se vraćaju ponovno u Los Angeles. Ramsi se natječu u zapadnoj diviziji NFC konferencije NFL lige, a domaće utakmice igraju na stadionu Los Angeles Memorial Coliseum.

## Povijest kluba

### Počeci u Clevelandu
Ramsi su osnovani u Clevelandu 1936. godine te su se prvu sezonu natjecali u AFL ligi. Sljedeće 1937. prelaze u NFL ligu gdje u svojoj prvoj sezoni ostvaruju samo jednu pobjedu u 11 utakmica. Prvi uspjeh za klub dolazi 1945. Ramsi tada, predvođeni quarterbackom Bobom Waterfieldom (MVP-em te sezone), pobjeđuju 9 puta u sezoni, osvajaju diviziju i igraju u utakmici za naslov prvaka NFL-a. Protivnici su im Washington Redskinsi koje Ramsi pobjeđuju 15:14 i tako osvajaju svoje prvo prvenstvo.

### Prvi uspjesi u Los Angelesu
Sezonu nakon osvajanja naslova, Ramsi sele u Los Angeles, gdje će domaće utakmice igrati na stadionu Los Angeles Memorial Coliseum kapaciteta 105.000 mjesta. Već 1949. Ramsi ponovno dolaze do finalne utakmice, ali tu gube od prošlogodišnjih prvaka Philadelphia Eaglesa. Sezonu kasnije također osvajaju diviziju i igraju za prvenstvo, ali ovaj put gube od pridošlica u ligu, Cleveland Brownsa, rezultatom 30:28. Potvrda statusa jedne od najboljih momčadi i možda najboljeg napada lige dolazi 1951. Ramsi predvođeni quarterbackom Normom Van Brocklinom i wide receiverom Elroyem Hirschom uzvraćaju Brownsima za poraz godinu ranije. Pobjeđuju ih 24:17 i postaju prvaci po drugi put. Posljednji veliki uspjeh tog razdoblja je još jedno finale, 1955., i poraz u njemu, ponovno od Brownsa.

### Četiri konferencijska finala i pojavljivanje u Super Bowlu u 1970-ima
Nova era uspjeha dolazi krajem šezdesetih s dva konferencijska finala, a početkom 1973. Ramsi počinju niz od sedam osvojenih divizija i 8 plasmana u doigravanje. Tada momčad preuzima trener Chuck Knox, a njegove Ramse sedamdesetih karakterizira prosječni napad, ali i vrhunska obrana, predvođena defensive endom Jackom Youngbloodom i defensive tackleom Merlinom Olsenom. Najveći rivali tog razdoblja bili su im Dallas Cowboysi i Minnesota Vikingsi s kojima su se u doigravanju susretali skoro svake godine. Knox je proglašen za trenera godine već svoje prve sezone u klubu, a od 1974. do 1978. Ramsi 4 puta dolaze do konferencijskog finala. U tim finalima ih dvaput izbacuju već spomenuti Vikingsi (1974. pobjedom 14:10 i 1976. 24:13) i Cowboysi (1975. 37:7 i 1978. 28:0). Najveći uspjeh sedamdesetih ostvaruju 1979. Predvođeni quarterbackom Vinceom Ferragamom osvajaju diviziju (sedmi puta zaredom) sa samo 9 pobjeda u 16 utakmica. Pobjedama u doigravanju protiv Cowboysa (21:19) i Tampa Bay Buccaneersa (9:0) dolaze do Super Bowla gdje igraju protiv Pittsburgh Steelersa. Steelersi s Terryjem Bradshawom kao quarterbackom u utakmici igranoj u Pasadeni u Kaliforniji pobjeđuju 31:19.

### Ramsi u 1980-ima
Druga manja uspješna era Ramsa trajala je od 1983. do 1989. Novi trener momčadi postaje John Robinson, a Ramsi na draftu biraju running backa Erica Dickersona. Dickerson je u svojoj prvoj sezoni proglašen za najboljeg novog igrača (rookieja) sezone, a već u svojoj drugoj obara rekord lige po broju jarda probijanja u sezoni (2105) koji stoji još i danas. Ramsi 1985. osvajaju diviziju i dolaze do konferencijskog finala gdje ih pobjeđuju kasniji prvaci Chicago Bearsi. Dickerson odlazi iz kluba 1987., a Ramsi su i bez njega još neko vrijeme konkurentni, 1989. su ponovno u konferencijskom finalu gdje gube 30:3 od kasnijih prvaka San Francisco 49ersa Joea Montane.

### Preseljenje u St. Louis i "Greatest Show on Turf"
Nakon 1989. Ramsi redaju loše sezone bez doigravanja te pada interes navijača za klub. Vlasnica Ramsa Georgia Frontiere 1995. seli momčad u St. Louis unatoč početnom protivljenju lige. Nekoliko mjeseci kasnije, i Raidersi odlaze iz Los Angelesa koji tako ostaje bez NFL kluba. Loši rezultati slijede i u St. Louisu, a najgora sezona im je 1998. kada pobjeđuju u samo 4 utakmice u sezoni. Međutim, te sezone Ramsi dovode Kurta Warnera, quarterbacka gotovo bez ikakvog iskustva u NFL-u, a 1999. iz Indianapolisa dovode running backa Marshalla Faulka te na draftu biraju wide receivera Torrya Holta.
Prije početka sezone 1999. Ramsima se ozljeđuje quarterback Trent Green i svi Ramsima predviđaju još jednu lošu sezonu. Kurt Warner postaje prvi izbor na mjestu quarterbacka i šokira ligu s 41 touchdownom u sezoni i 4353 jarda dodavanja. Ramsi pobjeđuju u 13 utakmica u sezoni i osvajaju diviziju zahvaljujući svojem eksplozivnom napadu zbog kojega bivaju prozvani "Greatest Show on Turf". Warner je proglašen MVP-em sezone, a trener Dick Vermeil trenerom godine. U doigravanju pobjeđuju Minnesota Vikingse i Tampa Bay Buccaneerse i ulaze u Super Bowl. U po mnogima najboljem Super Bowlu svih vremena, neizvjesna borba traje do kraja utakmice, ali Ramsi ipak izlaze kao pobjednici protiv Tennessee Titansa rezultatom 23:16. Kurt Warner je proglašen za MVP-a Super Bowla.
Ramsi 2001. po treći put zaredom postižu više od 500 poena u sezoni potvrđujući da imaju jedan od najboljih napada lige u povijesti. Nakon za njih rekordnih 14 pobjeda u regularnom dijelu sezone, ulaze u doigravanje gdje pobjeđuju Green Bay Packerse Bretta Favrea i Philadelphia Eaglese te se plasiraju u svoj drugi Super Bowl u zadnje tri godine. Ramsi su po mnogima sigurni favoriti protiv New England Patriotsa koje predvodi quarterback Tom Brady u tek svojoj drugoj sezoni. Međutim, Patriotsi na kraju pobjeđuju 20:17. 

### Od 2003. do danas
Nakon za Warnera loše 2002. i ozljede početkom 2003. prvi izbor na mjestu quarterbacka Ramsa postaje Marc Bulger, a Warner odlazi iz kluba. S Bulgerom, Ramsi dvaput dolaze do doigravanja (2003. i 2004.). Nakon nekoliko izrazito loših sezona momčad 2012. preuzima trener Jeff Fisher koji uspijeva podići momčad, ali ih zasad ne uvodi u doigravanje. 

Zbog problema sa stadionom koji je sve manje udovoljavao standardima NFL-a i ugovora s gradom St. Louis, klubu je bilo omogućeno da se može preseliti u drugi grad, ako se ne poboljša infrastruktura vezana uz stadion. 

Vlasnici su bili zaiterensirani za povratak u Los Angeles, ali također i vlasnici klubova Oakland Raiders i San Diego Chargers. Na sastanku vlasnika momčadi NFL-a održanog 12. siječnja 2016. je Ramsima omogućen premještaj u Los Angeles. Kao Los Angeles Rams klub će igrati na stadionu Los Angeles Memorial Coliseum, a za 2020. je predviđeno otvaranje vlstitog stadiona naziva Sofi Stadium smještenog u Inglewoodu.

## Učinak po sezonama od 2008.
| Sezona | Liga | Konferencija | Divizija | Regularni dio sezone | Regularni dio sezone | Regularni dio sezone | Regularni dio sezone | Uspjeh u doigravanju        |
| Sezona | Liga | Konferencija | Divizija | Poz.                 | Pob.                 | Por.                 | Ner.                 | Uspjeh u doigravanju        |
| ------ | ---- | ------------ | -------- | -------------------- | -------------------- | -------------------- | -------------------- | --------------------------- |
| 2008.  | NFL  | NFC          | Zapad    | 4.                   | 2                    | 14                   | 0                    |                             |
| 2009.  | NFL  | NFC          | Zapad    | 4.                   | 1                    | 15                   | 0                    |                             |
| 2010.  | NFL  | NFC          | Zapad    | 2.                   | 7                    | 9                    | 0                    |                             |
| 2011.  | NFL  | NFC          | Zapad    | 4.                   | 2                    | 14                   | 0                    |                             |
| 2012.  | NFL  | NFC          | Zapad    | 3.                   | 7                    | 8                    | 1                    |                             |
| 2013.  | NFL  | NFC          | Zapad    | 4.                   | 7                    | 9                    | 0                    |                             |
| 2014.  | NFL  | NFC          | Zapad    | 4.                   | 6                    | 10                   | 0                    |                             |
| 2015.  | NFL  | NFC          | Zapad    | 3.                   | 7                    | 9                    | 0                    |                             |
| 2016.  | NFL  | NFC          | Zapad    | 3.                   | 4                    | 12                   | 0                    |                             |
| 2017.  | NFL  | NFC          | Zapad    | 1.                   | 11                   | 5                    | 0                    | poraženi u wild-card rundi  |
| 2018.  | NFL  | NFC          | Zapad    | 1.                   | 13                   | 3                    | 0                    | poraženi u Super Bowlu LIII |